# Antonio Sacchini
Antonio Maria Gasparo Sacchini, född den 14 juni 1730, död den 6 oktober 1786 i Paris, var en italiensk tonsättare.
Sacchini utbildades av Durante, blev 1768 direktör för konservatoriet Ospedaletto i Venedig samt levde sedan i München, Stuttgart (1771), London (1772-82) och Paris. 
Han firade stora triumfer med sina melodiösa och klassiskt enkla operor, bland annat de i Stockholm uppförda La colonie ("Colonien", 1783) och Œdipe à Colone ("Œdip i Athen", 1800). Sacchini skrev även oratorier, kyrkliga verk och kammarmusik.